# Violenza di genere

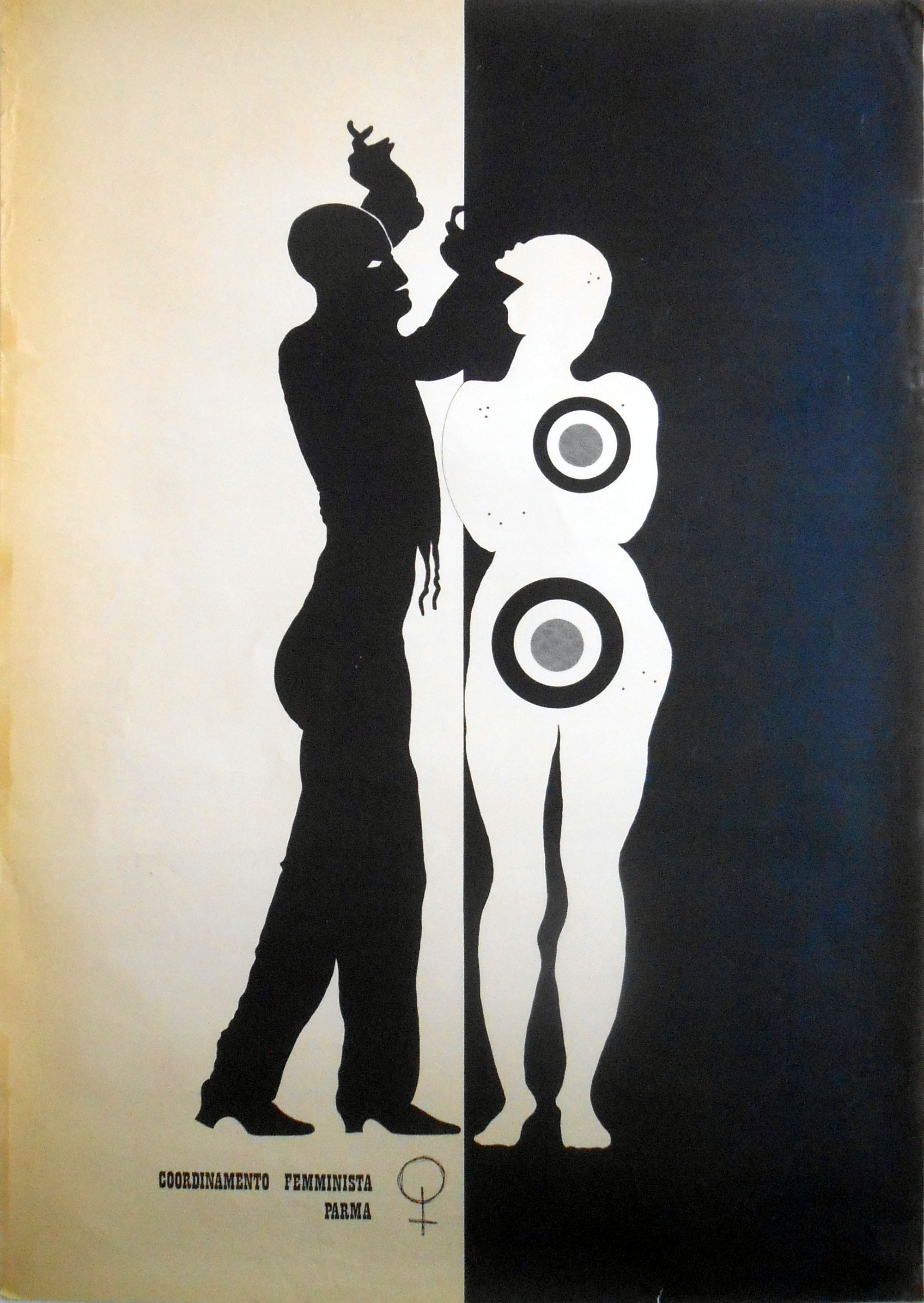
Manifesto del Coordinamento femminista di Parma (Fondo Giuffredi), 1976

La violenza di genere è un tipo di violenza fisica, psicologica, sessuale e/o istituzionale, esercitata contro qualsiasi persona o gruppo di persone sulla base del loro orientamento sessuale, identità di genere, sesso o genere che ha un impatto negativo sulla loro identità e fisico, psicologico o economico. Secondo le Nazioni Unite, il termine è usato “per distinguere la violenza comune da quella diretta a individui o gruppi in base al loro genere”, costituendo una violazione dei diritti umani. Include la violenza e la discriminazione contro le donne, contro gli uomini e le persone LGBTQ+, oltre a sessismo, misoginia, misandria  e omotransfobia.
La violenza di genere presenta diverse manifestazioni, come atti che causano sofferenza o danno, minacce, coercizione o altre privazioni della libertà. Questi atti si manifestano in tutte le sfere della vita sociale e politica, tra le quali si annoverano la famiglia, lo Stato, l'istruzione, i media, le religioni, il mondo del lavoro, la sessualità, le organizzazioni sociali, la convivenza negli spazi pubblici, gli ambienti culturali.
Fenomeni di disuguaglianza ed oppressione all'interno di gruppi sociali possono far scaturire, congiuntamente oppure esclusivamente, episodi di violenza nei confronti di gruppi vulnerabili. Così, la violenza di genere può anche verificarsi nell'ambito di una dinamica di potere socialmente costruita nella quale un'ideologia ne domina un'altra.

## Violenza di genere e rapporto di coppia
Ancorché ne soffrano principalmente le donne, la violenza di genere nei rapporti di coppia è un termine neutro che racchiude l'insieme degli atti violenti, di natura psicologica, fisica finanche sessuale, nonché gli atti persecutori, come lo stalking, commessi da una persona nei confronti di un'altra tra le quali esiste, oppure esisteva, un rapporto di coppia.
Nel mondo, tra il 2010 ed il 2020, la Banca Mondiale ha stimato che circa 2 omicidi ogni 100.000 abitanti siano stati perpetrati nei confronti di una donna mentre circa 9,7 omicidi nei confronti degli uomini. Nel solo 2021, la UN Women riportati 45.000 casi di donne uccise dal proprio partner.
Nella sola Italia, secondo i dati ufficiali del Ministero dell'interno, gli omicidi commessi da un partner, ovvero ex partner, nei confronti dell'altro partner sono stati 73 nel 2020, 80 nel 2021 e 89 nel 2022. Tra questi, nel 2020, 68 vittime (93,1%) erano di sesso femminile, 80 (89,8%) nel 2021 e 61 (76,2%) nel 2022.
In campo giuridico, gli strumenti e convenzioni internazionali in materia di violenza di genere e rapporto di coppia sono proliferati soprattutto per quanto concerne le violenze commesse nei confronti delle donne. In particolare, la Dichiarazione sull'eliminazione della violenza contro le donne definisce la violenza contro le donne come "ogni atto di violenza fondata sul genere che provochi un danno o una sofferenza fisica, sessuale o psicologica per le donne, incluse le minacce, la coercizione o la privazione arbitraria della libertà". La Convenzione di Vienna ed il Programme di Azione del 1993 annoverano la violenza di genere contro le donne quale violazione dei diritti fondamentali e dei diritti umani.
Nel 2011, la Convenzione di Istanbul viene aperta alla firma da parte degli Stati quale primo strumento internazionale giuridicamente vincolante 'sulla prevenzione e la lotta alla violenza contro le donne e la violenza domestica'.

## Violenza di genere e internet
La violenza di genere presenta forme e manifestazioni che sono diverse ma che non si escludono reciprocamente. La violenza online è spesso interconnessa alla violenza offline, e inseparabile da essa, poiché la prima può precedere, accompagnare o dare seguito alla seconda.
I tipi più comuni di violenza di genere online sono reati quali le molestie online, gli atti persecutori online, la violazione della vita privata connessa alle tecnologie dell'informazione e della comunicazione, compresi l'accesso, l'acquisizione, la registrazione, la condivisione e la creazione e manipolazione di dati o immagini, anche di natura intima, senza consenso.
Secondo il relatore speciale delle Nazioni Unite sulla violenza contro le donne, le sue cause e conseguenze, la definizione di «violenza online contro le donne» si estende a qualsiasi atto di violenza di genere contro le donne commesso, coadiuvato o aggravato in tutto o in parte mediante l'utilizzo delle tecnologie dell'informazione e della comunicazione.
L'incidenza economica negativa della violenza di genere e i problemi di salute mentale che ne derivano possono avere un grave impatto sulle vittime, anche sulla loro capacità di cercare lavoro, e possono essere causa di problemi finanziari.